# Kabinett Sunak
Das Kabinett Sunak (englisch Sunak ministry) war vom 25. Oktober 2022 bis zum 5. Juli 2024 die Regierung des Vereinigten Königreichs, welche von König Charles III. ernannt wurde, nachdem Rishi Sunak am 24. Oktober 2022 zum Parteivorsitzenden der Conservative Party (Tories) gewählt worden war. Es war die erste Regierung, die von Charles III. ernannt wurde, der nach dem Tod seiner Mutter am 8. September 2022 König wurde.

## Regierungszeit
Rishi Sunak wurde am 25. Oktober 2022 von König Charles III. zum Premierminister des Vereinigten Königreichs ernannt. Zuvor hatte seine Vorgängerin Liz Truss am 20. Oktober 2022 nach nur 45 Tagen im Amt ihren Rücktritt erklärt, nachdem sie durch ihren, mit neuen Schulden gedeckten, Zusatzhaushalt eine kleine Wirtschaftskrise ausgelöst hatte und auch Mitglieder der eigenen Partei ihren Rücktritt forderten. Daraufhin verkündete Sunak am 23. Oktober 2022 seine erneute Kandidatur zum Parteivorsitzenden der Conservative Party, die er im September 2022 noch gegen Truss verloren hatte. Am 24. Oktober wurde er von der konservativen Fraktion zu ihrem Nachfolger als Parteiführer bestimmt, weil er als einziger Kandidat die nötigen Unterstützerunterschriften von Abgeordneten vorweisen konnte.
Direkt nach Amtsantritt legte Sunak fünf Prioritäten seiner Regierung vor: Die Wirtschaft sollte wieder wachsen, die Finanzmärkte beruhigt und die Inflation sollte halbiert werden. Außerdem sollten die Staatsschulden reduziert und die illegale Migration über den Ärmelkanal eingedämmt werden. Des Weiteren sollten die Wartezeiten und Listen für den National Health Service verringert werden. All das sollte das verlorene Vertrauen der Bevölkerung in die konservative Partei und Regierung wieder herstellen. Während es ihm gelang die Inflation zu halbieren, die Wirtschaft wachsen zu lassen und die Wartelisten zumindest teilweise zu kürzen, wurden seine anderen beiden Versprechen nicht erfüllt: Die Staatsschulden nahmen zu und auch die Migration über den Ärmelkanal konnte nicht unterbunden werden.
Am 7. Februar und am 13. November 2023 gab es größere Kabinettsumbildungen.
Sunak reagierte damit unter anderem auf schlechte Umfragewerte und zwei mit erheblichen Verlusten seiner Partei erfolgte Nachwahlen zum Unterhaus.
Am 22. Mai 2024 rief der Premierminister aufgrund der sich verbessernden ökonomischen Lage Wahlen zum Unterhaus für den 4. Juli aus. Zum Zeitpunkt der Ausrufung lag seine konservative Partei jedoch weit hinter der oppositionellen Labour Party, was ihm auch Kritik aus den eigenen Reihen einbrachte.

## Kabinettsmitglieder
| Amt | Bild            | Amtsinhaber         | Partei             | Partei             | Amtszeit          | Amtszeit          |
| --- | --------------- | ------------------- | ------------------ | ------------------ | ----------------- | ----------------- |
| Premierminister Erster Lord des Schatzamtes Minister für den öffentlichen Dienst Minister für die Union                      |                 | Rishi Sunak         |                    | Conservative Party | 25. Oktober 2022  | 5. Juli 2024      |
| Stellvertretender Premierminister                                                                                            |                 | Dominic Raab        |                    | Conservative Party | 25. Oktober 2022  | 21. April 2023    |
| Stellvertretender Premierminister                                                                                            |                 | Oliver Dowden       |                    | Conservative Party | 21. April 2023    | 5. Juli 2024      |
| Schatzkanzler Zweiter Lord des Schatzamtes                                                                                   |                 | Jeremy Hunt         |                    | Conservative Party | 25. Oktober 2022  | 5. Juli 2024      |
| Außenminister |                 | James Cleverly      |                    | Conservative Party | 25. Oktober 2022  | 13. November 2023 |
| Außenminister |                 | David Cameron       |                    | Conservative Party | 13. November 2023 | 5. Juli 2024      |
| Innenminister/in |                 | Suella Braverman    |                    | Conservative Party | 25. Oktober 2022  | 13. November 2023 |
| Innenminister/in |                 | James Cleverly      |                    | Conservative Party | 13. November 2023 | 5. Juli 2024      |
| Verteidigungsminister |                 | Ben Wallace         |                    | Conservative Party | 25. Oktober 2022  | 31. August 2023   |
| Verteidigungsminister |                 | Grant Shapps        |                    | Conservative Party | 31. August 2023   | 5. Juli 2024      |
| Lordkanzler Justizminister                                                                                                   |                 | Dominic Raab        |                    | Conservative Party | 25. Oktober 2022  | 21. April 2023    |
| Lordkanzler Justizminister                                                                                                   |                 | Alex Chalk          |                    | Conservative Party | 21. April 2023    | 5. Juli 2024      |
| Minister/in für Gesundheit und Soziale Dienste                                                                               |                 | Stephen Barclay     |                    | Conservative Party | 25. Oktober 2022  | 13. November 2023 |
| Minister/in für Gesundheit und Soziale Dienste                                                                               |                 | Victoria Atkins     |                    | Conservative Party | 13. November 2023 | 5. Juli 2024      |
| Kanzler des Herzogtums Lancaster Minister im Cabinet Office                                                                  |                 | Oliver Dowden       |                    | Conservative Party | 21. April 2023    | 5. Juli 2024      |
| Lordpräsident des Rates Leader of the House of Commons                                                                       |                 | Penny Mordaunt      |                    | Conservative Party | 25. Oktober 2022  | 5. Juli 2024      |
| Lordsiegelbewahrer Leader of the House of Lords                                                                              |                 | Nicholas True       |                    | Conservative Party | 25. Oktober 2022  | 5. Juli 2024      |
| Minister ohne Geschäftsbereich Vorsitzender der Conservative Party                                                           |                 | Nadhim Zahawi       |                    | Conservative Party | 25. Oktober 2022  | 29. Januar 2023   |
| Minister ohne Geschäftsbereich Vorsitzender der Conservative Party                                                           |                 | Greg Hands          |                    | Conservative Party | 7. Februar 2023   | 13. November 2023 |
| Minister ohne Geschäftsbereich Vorsitzender der Conservative Party                                                           |                 | Richard Holden      |                    | Conservative Party | 13. November 2023 | 5. Juli 2024      |
| Minister für Wirtschaft, Energie und Industriestrategie                                                                      |                 | Grant Shapps        |                    | Conservative Party | 25. Oktober 2022  | 7. Februar 2023   |
| Minister/in für Energiesicherheit und CO2-Neutralität                                                                        | 7. Februar 2023 | Grant Shapps        | 31. August 2023    | Conservative Party |                   |                   |
| Minister/in für Energiesicherheit und CO2-Neutralität                                                                        |                 | Claire Coutinho     |                    | Conservative Party | 31. August 2023   | 5. Juli 2024      |
| Ministerin für internationalen Handel und Wirtschaft Ministerin für Frauen und Gleichstellung Präsidentin des Board of Trade |                 | Kemi Badenoch       | Conservative Party | 25. Oktober 2022   | 5. Juli 2024      |                   |
| Minister für Wohnen, Kommunen und Selbstverwaltung Staatsminister für zwischenstaatliche Beziehungen                         |                 | Michael Gove        |                    | Conservative Party | 25. Oktober 2022  | 5. Juli 2024      |
| Minister für Arbeit und Pensionen                                                                                            |                 | Mel Stride          |                    | Conservative Party | 25. Oktober 2022  | 5. Juli 2024      |
| Bildungsminister |                 | Gillian Keegan      |                    | Conservative Party | 25. Oktober 2022  | 5. Juli 2024      |
| Minister/in für Umwelt, Ernährung und ländlichen Raum                                                                        |                 | Thérèse Coffey      |                    | Conservative Party | 25. Oktober 2022  | 13. November 2023 |
| Minister/in für Umwelt, Ernährung und ländlichen Raum                                                                        |                 | Stephen Barclay     |                    | Conservative Party | 13. November 2023 | 5. Juli 2024      |
| Verkehrsminister |                 | Mark Harper         |                    | Conservative Party | 25. Oktober 2022  | 5. Juli 2024      |
| Ministerin für Digitales, Kultur, Medien und Sport                                                                           |                 | Michelle Donelan    |                    | Conservative Party | 25. Oktober 2022  | 7. Februar 2023   |
| Ministerin für Digitales, Kultur, Medien und Sport                                                                           |                 | Lucy Frazer         |                    | Conservative Party | 7. Februar 2023   | 5. Juli 2024      |
| Minister für Nordirland |                 | Chris Heaton-Harris |                    | Conservative Party | 25. Oktober 2022  | 5. Juli 2024      |
| Minister für Schottland |                 | Alister Jack        |                    | Conservative Party | 25. Oktober 2022  | 5. Juli 2024      |
| Minister für Wales |                 | David TC Davies     |                    | Conservative Party | 25. Oktober 2022  | 5. Juli 2024      |
| Ministerin für Wissenschaft, Technologie und Innovationen                                                                    |                 | Michelle Donelan    |                    | Conservative Party | 7. Februar 2023   | 28. April 2023    |
| Ministerin für Wissenschaft, Technologie und Innovationen                                                                    |                 | Chloe Smith         |                    | Conservative Party | 28. April 2023    | 20. Juli 2023     |
| Ministerin für Wissenschaft, Technologie und Innovationen                                                                    |                 | Michelle Donelan    |                    | Conservative Party | 20. Juli 2023     | 5. Juli 2024      |
| Weitere Teilnehmer an Kabinettssitzungen                                                                                     |                 |                     |                    |                    |                   |                   |
| Chief Whip im House of Commons Parlamentarischer Sekretär im Schatzamt                                                       |                 | Simon Hart          |                    | Conservative Party | 25. Oktober 2022  | 5. Juli 2024      |
| Chefsekretär/in des Schatzamtes                                                                                              |                 | John Glen           |                    | Conservative Party | 25. Oktober 2022  | 13. November 2023 |
| Chefsekretär/in des Schatzamtes                                                                                              |                 | Laura Trott         |                    | Conservative Party | 13. November 2023 | 5. Juli 2024      |
| Attorney General (Generalstaatsanwalt)                                                                                       |                 | Victoria Prentis    |                    | Conservative Party | 25. Oktober 2022  | 5. Juli 2024      |
| Minister für das Cabinet Office Paymaster General                                                                            |                 | Jeremy Quin         |                    | Conservative Party | 25. Oktober 2022  | 13. November 2023 |
| Minister für das Cabinet Office Paymaster General                                                                            |                 | John Glen           |                    | Conservative Party | 13. November 2023 | 5. Juli 2024      |
| Staatsminister für Sicherheit                                                                                                |                 | Tom Tugendhat       |                    | Conservative Party | 25. Oktober 2022  | 5. Juli 2024      |
| Staatsminister für Veteranenangelegenheiten                                                                                  |                 | Johnny Mercer       |                    | Conservative Party | 25. Oktober 2022  | 5. Juli 2024      |
| Staatsminister für Entwicklung                                                                                               |                 | Andrew Mitchell     |                    | Conservative Party | 25. Oktober 2022  | 5. Juli 2024      |
| Staatsminister für Immigration                                                                                               |                 | Robert Jenrick      |                    | Conservative Party | 25. Oktober 2022  | 6. Dezember 2023  |
| Staatsminister für illegale Migration                                                                                        |                 | Michael Tomlinson   |                    | Conservative Party | 8. November 2022  | 5. Juli 2024      |
| Staatsminister/in ohne Geschäftsbereich                                                                                      |                 | Gavin Williamson    |                    | Conservative Party | 25. Oktober 2022  | 8. November 2022  |
| Staatsminister/in ohne Geschäftsbereich                                                                                      |                 | Esther Mcvey        |                    | Conservative Party | 13. November 2023 | 5. Juli 2024      |